# Gye
Gye é uma comuna francesa na região administrativa de Grande Leste, no departamento de Meurthe-et-Moselle. Estende-se por uma área de 6,51 km². Em 2010 a comuna tinha 268 habitantes (densidade: 41,2 hab./km²).